# Азартні ігри в Туреччині
Азартні ігри в Туреччині суворо регулюються. Туреччина заборонила казино в 1998 році, а недержавні онлайн-ігри — у 2006 році. Проте, існує державна лотерея (тур. Millî Piyango, трансліт. Міллі Піянґо, дос. «Національна лоторея») і букмекерські послуги, а також діють нелегальні організатори азартних ігор.

## Історія
Ставки на кінні перегони були легалізовані в 1984 році, а казино — в 1990 році. У вересні 1996 року було запроваджено нові обмеження, а саме обмеження часу роботи до 8 годин на день і вимогу виплачувати виграші чеком. Це сталося після вбивства «короля казино» і наркоторговця Омера Лютфу Топала в липні 1996 року. Тоді несподівано був поданий законопроєкт про заборону казино, що частково зумовлювався відмиванням грошей. Він був затверджений у грудні 1996 року й, після судового позову проти нього, набув чинності 11 лютого 1998 року. Однак, нелегальні казино продовжили працювати. На момент заборони, індустрія казино загалом оцінювалася в 1 мільярд доларів, у якій працювало близько 20 000 людей. Суді Озкан, ще один «король казино» з двадцятьма такими закладами, покинув країну на деякий час після того, як Міністерство казначейства та фінансів виявило, що він, нібито, «незаконно» вивів майже 700 мільйонів доларів до Швейцарії, зрештою повернувшись за податковою амністією, запропонованою турецькою владою.
Онлайн-азартні ігри були заборонені у 2006 році, але заходи щодо їх заборони мали «обмежений успіх». У 2009 році було оцінено, що чверть доходів шведської фірми Betsson надійшла з Туреччини. У 2013 році турецький парламент запланував посилити штрафи для тих, хто грає в азартні онлайн-іграми, а також тих, хто дозволяє фінансові операції, пов’язані з цим.

## Азартні ігри онлайн
Азартні ігри через Інтернет у Туреччині наразі заборонені, за винятком державної компанії зі спортивних ставок IDDAA, яка є єдиною турецькою офіційною компанією, якій дозволено надавати послуги з організації азартних ігор в Інтернеті. Закон, який забороняє азартні ігри онлайн в Туреччині, був прийнятий у 2007 році, а останнім часом країна також вживає заходів, щоб запобігти використанню гравцями іноземних вебсайтів такого спрямування. Попри заборону азартних ігор, багато турецьких гравців продовжують робити ставки на азартних вебсайтах і вони визнані провідними азартними гравцями. У 2013 році турецький уряд видав закон, згідно з яким Туреччина стала першою країною у світі, яка націлилася на окремих гравців замість операторів азартних ігор. Санкції для всіх, кого спіймають на території Туреччини за доступ до послуг онлайн-казино, передбачають штраф у розмірі від 100 до 500 фунтів стерлінгів (близько 55-278 доларів США). Гральні оператори, які працюють на турецькому ринку, та банкіри, які їх обслуговують, також можуть опинитися у в'язниці одночасно.[джерело?]